# مشاركة كورية الشمالية في حرب أكتوبر

علم كوريا الشمالية

مشاركة كورية الشمالية في حرب أكتوبر هي مشاركة عسكرية صغيرة الحجم تتألف من أطقم طيارين كوريين لتشغيل الطائرات المصرية وذلك خلال حرب أكتوبر 1973. وتمثلت المشاركة الكورية بتجريدة مكونة من 30 طياراً لتشغيل سرب طائرات ميج 21

## الخلفية التاريخية

### نقص الطيارين في القوات الجوية المصرية
أتخذ السادات في يوليو 1972 قرارا مفاجئا بطرد جميع الوحدات السوفيتية الذي يتواجدون في مصر، وكان من بين هذه الوحدات 100 طيار سوفيتي يشغلون 75 طائرة ميج 21 وذلك بسبب نقص في الطيارين المصريين 

### طلب طيارين كوريين
زار نائب رئيس جمهورية كوريا الشمالية مصر في بداية مارس 1973 ورافقه بالزيارة وزير الدفاع الكوري والذي أبدى رغبته في زيارة جبهة قناة السويس، حيث رافقه رئيس الأركان الشاذلي ودار حديث بينهما حول نقص الطيارين المصريين وعرض الشاذلي على الوزير فكرة إرسال طيارين كوريين وأن ذلك سيحل مشكلة نقص الطيارين وسيمنحكم خبرة قتالية لكون الإسرائيليين يستخدمون نفس الطائرات والتكتيكات التي من المنتظر ان يستخدمها عدوكم.
كان رد الوزير الكوري بأنه سيستأذن رئيس الجمهورية كيم إل سونغ، وبعد أيام قليلة وافق السادات على الاقتراح، وبعد اسبوعين من مغادرة الوفد جاء الرد الكوري بالموافقة ودعوة الجانب المصري إلى زيارة بيونغيانغ عاصمة كوريا الشمالية لمعاينة الطيارين، وقد وصل الفريق الشاذلي لبيونغيانغ في 6 أبريل وعاين الطيارين الذي تقرر ارسالهم إلى مصر وكان الكثير منهم لديه مايزيد على 2,000 ساعة طيران، وقد وعد الشاذلي الرئيس الكوري كيم إل سونغ بأنه لن يتم زج الطيارين الكوريين في معركة فوق إسرائيل أو فوق أرض تحتلها إسرائيل وأن مهمتهم مقصورة على الدفاع الجوي في العمق وانه سوف تصرف لهم مرتبات بالجنيه المصري تعادل رواتب الطيارين المصريين.

### حجم القوة الكورية
في أوائل يوليو 1973 بدأ الطيارون الكوريون في الوصول إلى القاهرة، وقد بلغ عددهم 30 طيارا إضافة إلى 8 موجهيين جويين 3 عناصر للقيادة والسيطرة و5 مترجمين وطباخ وطبيب، وقد أكتمل تشكيل السرب الذي يعملون به في يوليو 1973.